# فندق رافلس
فندق رافلس (بالإنجليزية: Raffles Hotel)‏ هو فندق فخم على الطراز الاستعماري في سنغافورة تأسست من قبل أصحاب الفنادق الأرمنية مارتن و تجيران سركيس في عام 1887 وكان الفندق سميت الدولة البريطاني السير توماس ستامفورد رافلز مؤسس سنغافورة و إن خاصية الرائد رافلز للفنادق والمنتجعات التابعة لشركة فيرمونت رافلز للفنادق الدولية.

## التاريخ
و بدء فندق رافلز سنغافورة في منزل على الشاطئ المملوكة للقطاع الخاص التي بنيت في أوائل 1830 و أصبح أول إيمرسون هوتل عندما استأجرت الدكتور تشارلز ايمرسون المبنى في عام 1878 و بعد وفاته في عام 1883 أغلق الفندق وريفيليز إنستيتوشن تدخلت لاستخدام المبنى كدار الثواء حتى انتهاء عقد الإيجار الدكتور ايمرسون في سبتمبر 1887 
و على الفور تقريبا بعد انتهاء عقد الإيجار الأول استأجرت الاخوان سركيس العقار بقصد تحويله إلى فندق الراقية وبعد بضعة أشهر في 1 ديسمبر 1887 فتح عشرة غرفة فندق رافلز وقربها من الشاطئ وسمعتها لمعايير عالية في الخدمات والتسهيلات جعلت الفندق شعبية مع العملاء الأثرياء.
و في غضون العقد الأول من الفندق أضيفت ثلاثة مبان جديدة إلى منزل على الشاطئ الأصلي أولا تم الانتهاء من زوج من الأجنحة من طابقين في عام 1890 تحتوي كل منها على 22 جناحا وبعد ذلك بقليل استأجرت الإخوان سركيس مبنى مجاور في رقم 3 شارع شاطئ تجديده وفي عام 1894 تم الانتهاء من الجناح بالم كورت وجلبت الإضافات الجديدة مجموع غرف الفندق إلى 75 
وبعد سنوات قليلة تم بناء المبنى الرئيسي الجديد في الموقع من منزل على الشاطئ الأصلي وصممه المهندس المعماري الفريد ريجنت جون بيدويل من سوان وماكلارين تم الانتهاء منه في عام 1899 و قدم المبنى الرئيسي الجديد العديد من دولة من بين الفن (للوقت) الميزات بما في ذلك مراوح سقف بالطاقة والمصابيح الكهربائية وفي الواقع كان فندق رافلز أول فندق في المنطقة إلى المصابيح الكهربائية.
و واصل الفندق للتوسع على مر السنين مع إضافة أجنحة وشرفة و قاعة رقص وبار و غرفة البلياردو وكذلك المباني والغرف الأخرى والكساد العظيم وردت المتاعب لفندق رافلز وفي عام 1931 أعلنت الإخوان سركيس إفلاسه وفي عام 1933 تم حل المشاكل المالية وشركة عامة تسمى أنشئ فندق رافلز المحدودة.
و على بدء الاحتلال الياباني لسنغافورة في 15 فبراير 1942 يقال أن الجنود اليابانيين اجه الضيوف في فندق رافلز الرقص الفالس نهائي والدز.وفي الوقت نفسه، دفن موظفي الفندق الفضة بما في ذلك الفضة لحوم البقر عربة في فناء النخيل وخلال الحرب العالمية الثانية تم تغيير اسمها فندق رافلز سيونان ريوكان (昭南 旅館 شونان ريوكان ) و تتضمن سيونان ("لايت آف دي سوت") الاسم الياباني لسنغافورة المحتلة وريوكان اسم لنزل اليابانية التقليدية.

## الارواق
فندق رافلز تسوق مع 40 محلات متخصصة. و يضم ممر أيضا معظم مطاعم الفندق.

## في الثقافة الشعبية
رافلز هو الإعداد لرواية موراكامي ريو والتكيف فيلم لها بعنوان فندق رافلز وتم تصوير الفيلم على الموقع.
- كانت واردة الفندق بأنها معقل الياباني في وسام الشرف: ارتفاع الشمس.
- كان فندق رافلز موضوع الشرق بول أوغرادي لكارلتون التلفزيون.
- الفندق المميز في حلقة من بي بي سي / اى بي سي الإنتاج المشترك تنكو.
- الفندق المميز في حلقات برينغ إم باك آليو.